# Vammala
Vammala è un'ex città finlandese di 16 640 abitanti, situata nella regione del Pirkanmaa. Il comune è stato soppresso nel 2009 ed è compreso nel comune di Sastamala